# Камброн
Камброн (фр. Cambron) насеље је и општина у североисточној Француској у региону Пикардија, у департману Сома која припада префектури Абевил.
По подацима из 2011. године у општини је живело 732 становника, а густина насељености је износила 58,05 становника/km². Општина се простире на површини од 12,61 km². Налази се на средњој надморској висини од 12 метара (максималној 76 m, а минималној 3 m).

## Демографија
| 1962. | 1968. | 1975. | 1982. | 1990. | 1999. | 2011. |
| ----- | ----- | ----- | ----- | ----- | ----- | ----- |
| 656   | 659   | 616   | 653   | 630   | 710   | 732   |

График промене броја становника у току последњих година